# Selenis Leyva
Selenis Leyva (Baracoa, 26 maggio 1972) è un'attrice cubana naturalizzata statunitense, principalmente nota per il ruolo di Gloria Mendoza nella serie televisiva Orange Is the New Black, serie per la quale nel 2016 viene premiata assieme al cast con il Screen Actors Guild Award per il miglior cast in una serie commedia.

## Filmografia parziale

### Cinema
- Apartment #5C, regia di Raphaël Nadjari (2002)
- Maria Full of Grace, regia di Joshua Marston (2004)
- Illegal Tender, regia di Franc Reyes (2007)
- L'era glaciale 3 - L'alba dei dinosauri (Ice Age 3: Dawn of the Dinosaurs), regia di Carlos Saldanha (2009) – voce
- Sex and the City 2, regia di Michael Patrick King (2010)
- L'era glaciale 4 - Continenti alla deriva (Ice Age: Continental Drift), regia di Steve Martino e Mike Thurmeier (2012) – voce
- Epic - Il mondo segreto (Epic), regia di Chris Wedge (2013) – voce
- Chapter & Verse, regia di Jamal Joseph (2016)
- Custody - Bambini contesi (Custody), regia di Jamal Joseph (2016)
- Spider-Man: Homecoming, regia di Jon Watts (2017)
- Infranto (Breaking), regia di Abi Damaris Corbin (2022)
- Creed III, Regia di Michael B. Jordan (2023)
- Crater, regia di Kyle Patrick Alvarez (2023)

### Televisione
- Law & Order - Unità vittime speciali (Law & Order: Special Victims Unit) – serie TV, episodi 1x04-20x16 (1999, 2019)
- Law & Order - I due volti della giustizia (Law & Order) – serie TV, 22 episodi (1999-2006, 2010)
- The $treet – serie TV, episodio 1x10 (2001)
- Taina – serie TV, 13 episodi (2001)
- 100 Centre Street – serie TV, episodi 2x01-2x02 (2001)
- Law & Order: Criminal Intent – serie TV, episodi 1x14-5x03-10x07 (2002, 2005, 2011)
- Squadra emergenza (Third Watch) – serie TV, episodi 5x05-6x07 (2003-2004)
- I Soprano (The Sopranos) – serie TV, episodio 6x06 (2006)
- Dirty Sexy Money – serie TV, episodio 1x01 (2007)
- The Good Wife – serie TV, episodio 1x18 (2010)
- Person of Interest – serie TV, episodio 1x10 (2011)
- Blue Bloods – serie TV, 4 episodi (2011-2012)
- Girls – serie TV, episodio 1x04 (2012)
- Elementary – serie TV, episodio 1x03 (2012)
- The Following – serie TV, episodio 1x02 (2013)
- Orange Is the New Black – serie TV, 83 episodi (2013-2019)
- Madam Secretary – serie TV, episodio 1x18 (2015)
- Veep - Vicepresidente incompetente (Veep) – serie TV, episodio 4x08 (2015)
- Dietland – serie TV, episodi 1x09-1x10 (2018)
- Maniac – miniserie TV, puntate 01-02-10 (2018)
- DuckTales – serie animata, 4 episodi (2018-2021) – voce
- Elena, diventerò presidente (Diary of a Future President) – serie TV, 20 episodi (2020-2021)
- Bayside School (Saved by the Bell) – serie TV, episodi 1x01-1x05-2x05 (2020-2021)
- Lopez vs Lopez – serie TV, 22 episodi (2022-in corso)

## Doppiatrici italiane
Nelle versioni in italiano delle opere in cui ha recitato, Selenis Leyva è stata doppiata da:
- Ilaria Latini in Orange Is the New Black, Infranto
- Angela Brusa in Law & Order - Criminal Intent (ep. 1x14)
- Caterina Rochira in Law & Order - Criminal Intent (ep. 5x03)
- Camilla Gallo in Law & Order - Criminal Intent (ep. 10x03)
- Laura Lenghi in The Good Wife
- Francesca Fiorentini in Elena, diventerò presidente
- Laura Romano in Crater
- Cristina Aubry in Spider-Man: Homecoming

Da doppiatrice è stata sostituita da: 
- Stella Gasparri in DuckTales